# Krobo (peuple)
Pour les articles homonymes, voir Krobo.
Les Krobo sont une population d'Afrique de l'Ouest vivant au Ghana et en Côte d'Ivoire. Ils font partie du groupe Adangme.

## Ethnonymie
Selon les sources et le contexte, on observe quelques variantes : Adangme-Krobo, Crobo, Krobos.

## Langue
Leur langue est le krobo, un dialecte de l'adangme, une langue kwa.

## Culture
Les Krobo sont réputés pour leur habileté dans l'art de la fabrication des perles en poudre de verre.

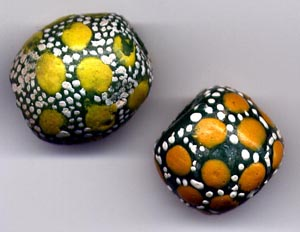
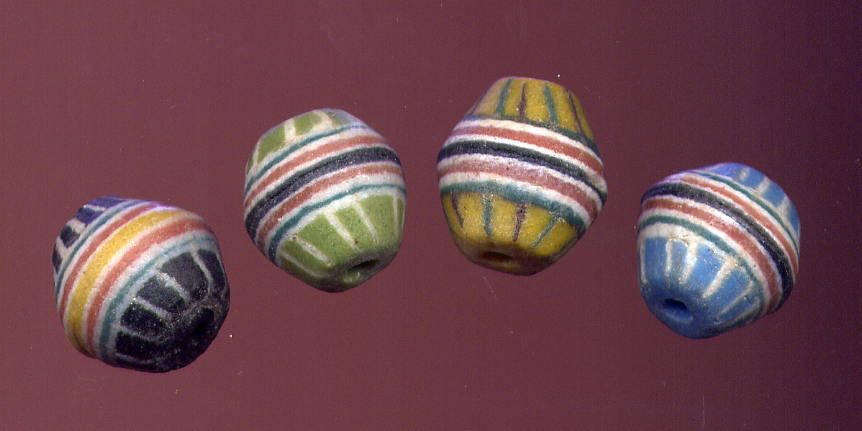
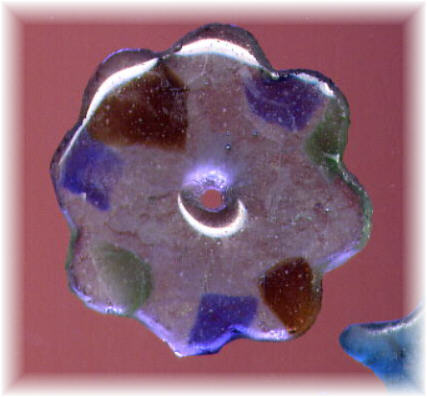
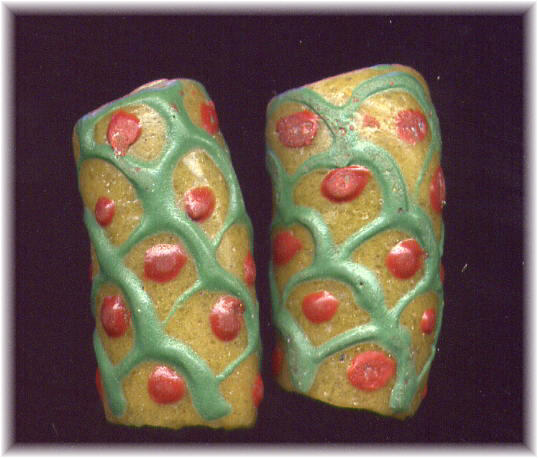